# Вальдемар Фонт
Вальдемар Фонт (ісп. Waldemar Font) — кубинський боксер, чемпіон світу серед аматорів.

## Аматорська кар'єра
На чемпіонаті світу 1993 завоював золоту медаль в категорії до 51 кг.
- В 1/16 фіналу переміг Лерника Гусейнова (Азербайджан) — 15-5
- В 1/8 фіналу переміг Бектаса Абубакірова (Киргизстан) — 12-3
- В 1/4 фіналу переміг Ектора Авіла (Домініканська Республіка) — 11-8
- У півфіналі переміг Демаєна Келлі (Ірландія) — KO 1
- У фіналі переміг Хікматуллу Ахмедова (Узбекистан) — 17-8

Під час змагань на Іграх доброї волі 1994 року допінг-тест Фонта, який виграв на цих змаганнях золоту медаль, дав позитивний результат на заборонений сечогінний засіб фуросемід. Фонт втратив золоту медаль і на додаток отримав дворічну дискваліфікацію.
На чемпіонаті світу 1997 завоював срібну медаль в категорії до 54 кг.
- В 1/8 фіналу переміг Абдельазіза Булахія (Алжир) — 20-6
- У чвертьфіналі переміг Тимура Тулякова (Узбекистан) — 12-5
- У півфіналі переміг Сонера Карагоз (Туреччина) — 9-1
- У фіналі програв Раїмкулю Малахбекову (Росія)  — 6-18

На Іграх доброї волі 1998 року завоював срібну медаль, а на Іграх Центральної Америки і Карибського басейну 1998 став чемпіоном, здобувши три перемоги, у тому числі над Ехомаром Сермено (Венесуела) у півфіналі і Сезаром Моралесом (Мексика) у фіналі.
На Панамериканських іграх 1999 переміг Хосе Луїс Арріаса (Гаяна) і Бенуа Годе (Канада), а у півфіналі програв Джеральду Такеру (США).
На чемпіонаті світу 1999 програв у другому бою Бенуа Годе (Канада).